# Sorin Mihăilescu
Sorin Mihăilescu (* 1898; † 1959) war ein rumänischer Rugbyspieler.

## Erfolge
Sorin Mihăilescu nahm an den Olympischen Sommerspielen 1924 in Paris teil, bei deren Rugbywettbewerb lediglich drei Mannschaften im Stade Olympique in Colombes antraten. In der ersten Partie gegen Frankreich unterlagen die Rumänen, nach unterschiedlichen Angaben, mit 3:63 oder 3:59, die einzigen Punkte erzielte Teodor Florian. Tags darauf verlor die rumänische Nationalmannschaft mit 0:37 auch die Begegnung gegen die Vereinigten Staaten. In den beiden Partien kam Mihăilescu auf der Position des Pfeilers zum Einsatz. Trotz der beiden klaren Niederlagen erhielten die Rumänen mangels weiterer teilnehmender Mannschaften als Drittplatzierte die Bronzemedaille und gewannen damit die erste Medaille in Rumäniens olympischer Geschichte. Neben Mihăilescu gehörten noch Dumitru Armășel, Teodor Florian, Gheorghe Benția, Ion Gîrleșteanu, Nicolae Mărăscu, Teodor Marian, Paul Nedelcovici, Iosif Nemeș, Eugen Sfetescu, Mircea Sfetescu, Soare Sterian, Atanasie Tănăsescu, Mihai Vardală, Paul Vidrașcu und Dumitru Volvoreanu zur Mannschaft.
In Rumänien spielte Mihăilescu für den Bukarester Verein Sportul Studențesc. Während er vor 1920 in Frankreich studierte, spielte er für Nancy Rugby. Mărăscu bestritt zwischen 1919 und 1927 insgesamt vier Partien für die Nationalmannschaft. Seine erste internationale Partie absolvierte er bei den Interalliierten Spielen 1919 in Paris gegen Frankreich. Seine übrige internationale Partien absolvierte er 1927 ebenfalls gegen Frankreich.